# Shotwick Park
Shotwick Park – były civil parish w Anglii, w hrabstwie ceremonialnym Cheshire, w dystrykcie (unitary authority) Cheshire West and Chester, w civil parish Saughall and Shotwick Park/Puddington. W 2001 roku civil parish liczyła 56 mieszkańców.